# Bouzy
Bouzy – miejscowość i gmina we Francji, w regionie Grand Est, w departamencie Marna.

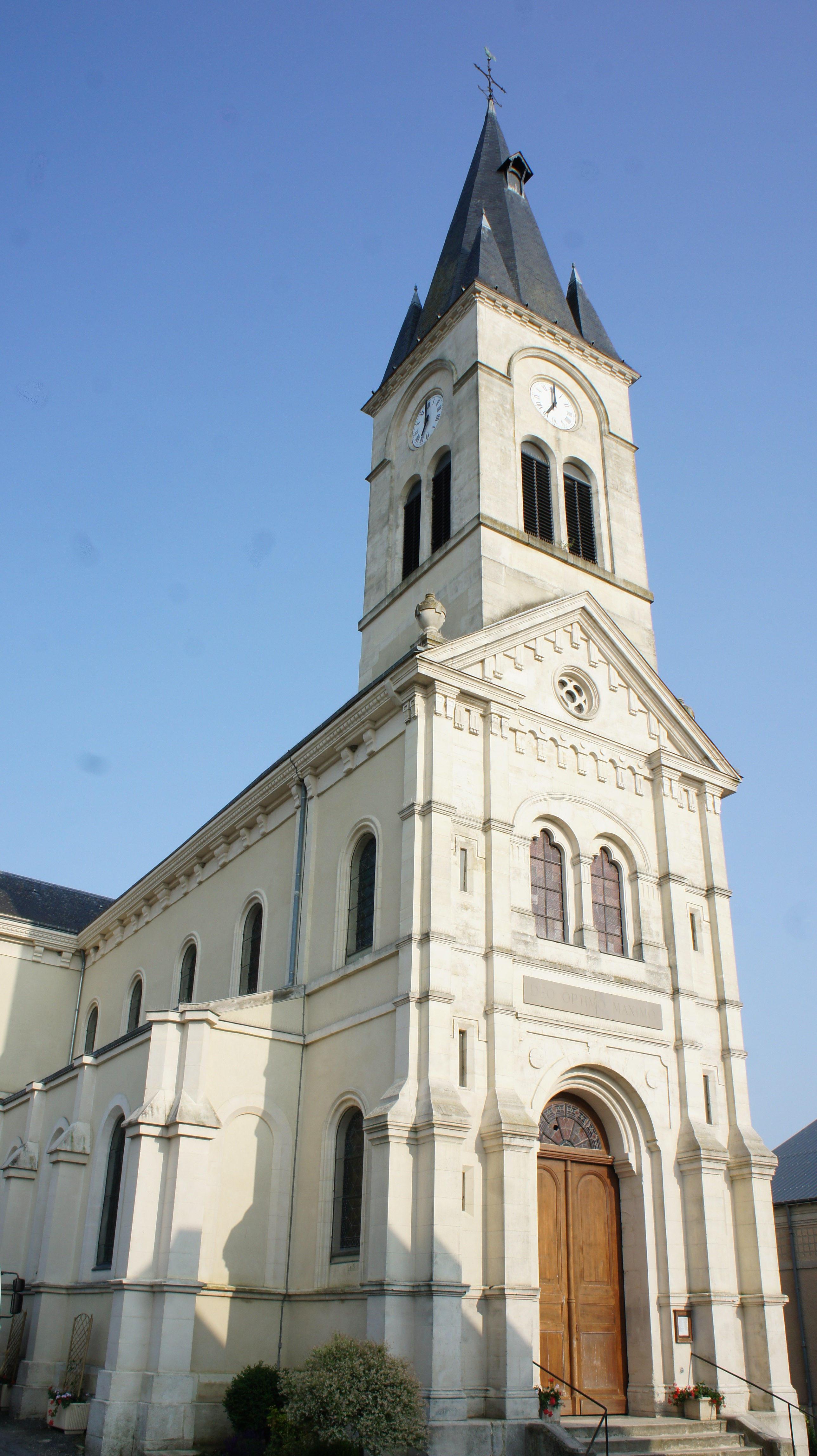

Według danych na rok 1990 gminę zamieszkiwało 967 osób, a gęstość zaludnienia wynosiła 154 osób/km².